# Flotten-Management-Schnittstelle
Die Flotten-Management-Schnittstelle (FMS; engl. fleet management system) ist eine standardisierte Schnittstelle zu einigen Fahrzeugdaten schwerer Nutzfahrzeuge. Die sieben europäischen Hersteller Daimler, MAN, Scania, Volvo, Renault Trucks, DAF Trucks und Iveco haben sich 2002 zum sogenannten FMS-Standard zusammengeschlossen, um so markenübergreifende Anwendungen der Verkehrstelematik zu ermöglichen.
Folgende Daten sind an der FM-Schnittstelle abzufragen:
- Fahrzeuggeschwindigkeit (am Rad gemessen)
- Fahrzeuggeschwindigkeit (vom Tachometer gesendet)
- Kupplungspedal gedrückt (ja/nein)
- Bremspedal gedrückt (ja/nein)
- Tempomat (ein/aus)
- Nebenantrieb (Status/Modus)
- Stellung des Gaspedals (0–100 %)
- Gesamtverbrauch (Liter seit Auslieferung)
- Füllstand des Tanks (0–100 %)
- Drehzahl
- Achslast (kg)
- Gesamte Betriebsstunden (h)
- FMS-Standard Versionsnummer (unterstützte Modi)
- Fahrzeug-Identifizierungsnummer
- Tachographdaten
- Kilometerstand
- Kilometer bis zum nächsten Kundendienst
- Kühlwassertemperatur

Seit 2010 gibt es die Version 02.00 mit folgenden Ergänzungen:
- Umgebungstemperatur
- Fahrernummer (1,2)
- momentaner Kraftstoffverbrauch

Seit 2012 gibt es die Version 03.00 mit folgenden Ergänzungen:
- Gewicht des Fahrzeugverbunds
- Stellung der Retarderbremse (0–125 %)
- Druck im Druckluftbremssystems

Seit 2021 gibt es die Version 04.00 mit folgenden Ergänzungen:
- Stellung der elektronischen Bremse (0–100 %)
- Gesamtverbrauch von Gas (kg seit Auslieferung)
- Aktuell genutzter Kraftstofftyp
- Füllstand des sekundären Tanks (0–100 %)

Alle Daten werden im Broadcast-Modus vom Fahrzeug gesendet. Die Daten sind gemäß SAE J1939 codiert. Die Sendewiederholrate der Daten liegt je nach Typ zwischen 20 ms (zum Beispiel Drehzahl) und 10 sec (zum Beispiel Fahrzeugidentifikationsnummer).
Damit sind herstellerübergreifende Telematikanwendungen und Auswertungen der Daten möglich.
Je nach Fahrzeughersteller und Fahrzeugtyp kann sich der Umfang der gesendeten Daten ändern. Sofern einige Daten im Fahrzeug nicht verfügbar sind, wird eine entsprechende Meldung gesendet.
Nach Aussage der Fahrzeughersteller ist der FMS-Standard als weltweiter Standard für Daten aus dem Nutzfahrzeug zu verstehen. Eine direkte Verbindung zum internen Fahrzeugbus ist aus Sicht der Fahrzeughersteller verboten und kann den Verlust der Garantie zur Folge haben.
Einige Fahrzeughersteller gehen mittlerweile sehr restriktiv in ihren Service-Niederlassungen vor. Alle unbekannten Verbindungen zum internen Fahrzeugbus werden gekappt.
Laut ACEA waren im Jahr 2010 ca. 350.000 Fahrzeuge mit einer FMS-Standard-Schnittstelle ausgestattet. Der FMS-Standard war auch Grundlage für die Entwicklung des Bus-FMS-Standards für Reise- und Stadtbusse im Jahr 2004.